# Орбилиевые
Орбилиевые (лат. Orbiliaceae) — семейство аскомицетовых грибов в монотипном порядке Орбилиевые, входящий в монотипный класс Орбилиомицеты. В семейство включены 12 родов и 288 видов. Представители широко распространены, но главным образом в умеренной зоне. Некоторые виды являются плотоядными и некоторые развитые представители специализируются на ловушках.